# Kelemen András (politikus)
Kelemen András (Budapest, 1940. május 17. –) orvos, politikus, publicista. Az Antall-kormány alatt először népjóléti (1990. május 24-től 1992. június 19-ig), majd az Antall-kormány és a Boross-kormány alatt külügyi államtitkár volt. 1990-től 2010-ig országgyűlési képviselő. 2020. március 15-én a Magyar Érdemrend tisztikeresztjével jutalmazták.

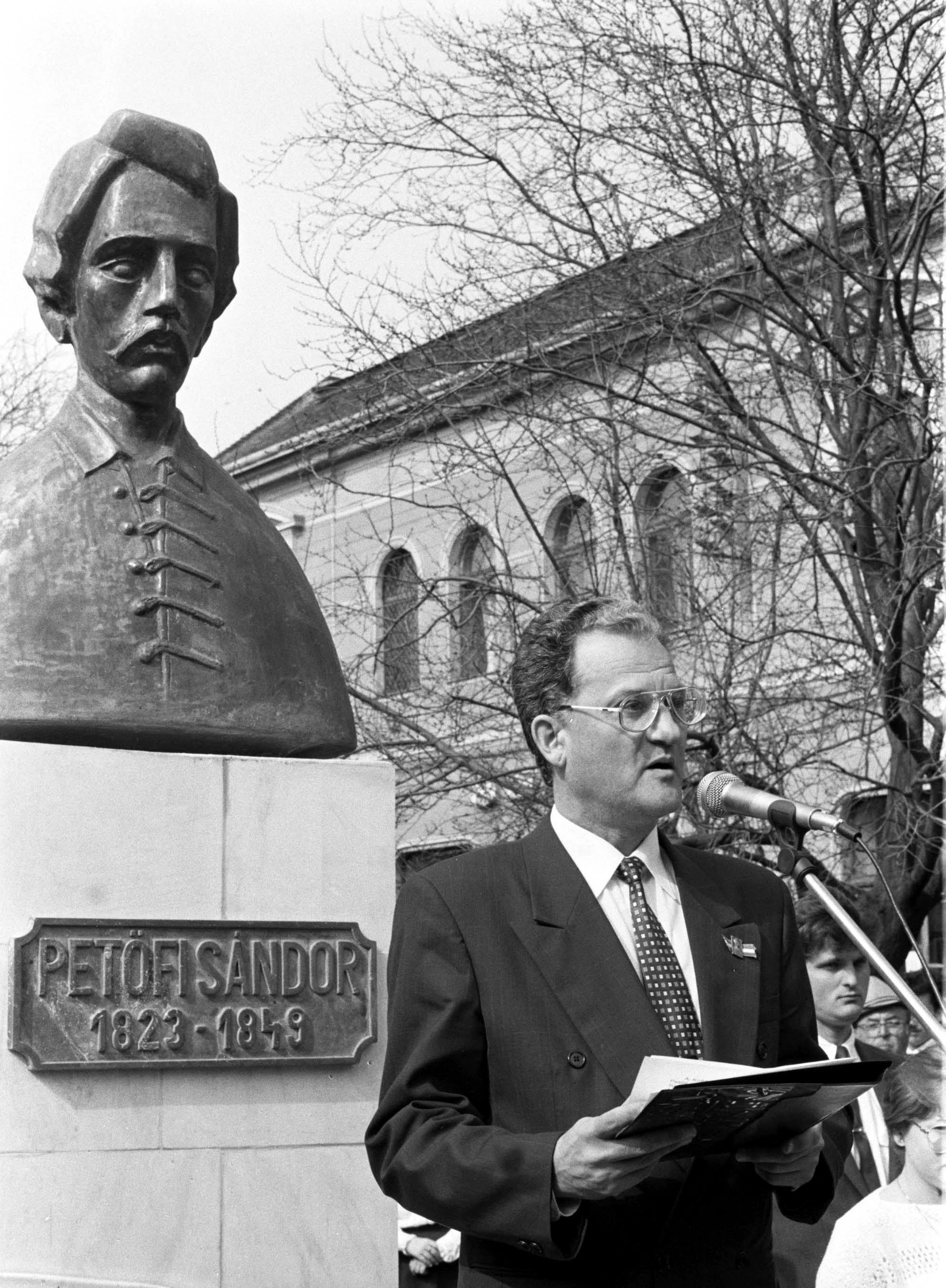
Kelemen András beszédet mond Nagykárolyban

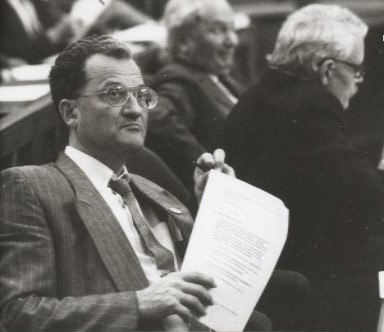
Kelemen András az Országgyűlésben

## Életpályája
Erdélyi szülők gyermekeként született, egy testvére van, István. Nős, három gyermeke van.
1958-ban a Toldy Ferenc Gimnáziumban érettségizett (itt tanított Antall József 1959-ig). 1966-ban a Semmelweis Orvostudományi Egyetemen diplomázott. 1971-ben pszichiátriai, 1988-ban pszichoterapeuta szakvizsgát tett. 1966-tól a Róbert Károly Körúti Kórház pszichiátriai osztályán segédorvos. 1969-től az Országos Ideg- és Elmegyógyászati Intézetben alorvos, majd 1973-tól a Budapest VIII. Kerületi Tanács Idegbeteg-gondozó Intézetében alorvos, 1974-től főorvos. 1976-ban igazságügyi orvosszakértővé nevezték ki. 1980-tól a Fejér Megyei Központi Kórház és Rendelőintézet pszichiátriai osztályának vezető főorvosa. 1982-től képviselővé választásáig megyei pszichiátriai szakfőorvos.
1988-ban az MDF alapítója, 1990-ig a székesfehérvári szervezet elnöke, a megyei egyeztető tanács vezetője. 1988-1989-ben az országos választmány tagja. 1996-ban a Magyar Demokrata Fórum alelnökévé választották. 1998-ban országos elnökségi tag lett; majd 2001-2003-ban ismét elnökségi tag.
1990 és 2010 között, 5 cikluson át országgyűlési képviselő (1990 és 1994: Fejér megyei lista; 1998, 2002 és 2006: Fejér 7. vk., Bicske). 1990. május 24-től 1992. június 19-ig a Népjóléti Minisztérium, majd a kormányváltásig a Külügyminisztérium politikai államtitkára. 1998-tól frakcióvezető-helyettes, külügyi kabinet vezető. 1998-tól küldött az Európa Tanács és a Nyugat-európai Unió parlamenti közgyűléseiben, utóbbiban 2002-ig delegáció-vezető. 2001-2002-ben az Európai Konvent póttagja.

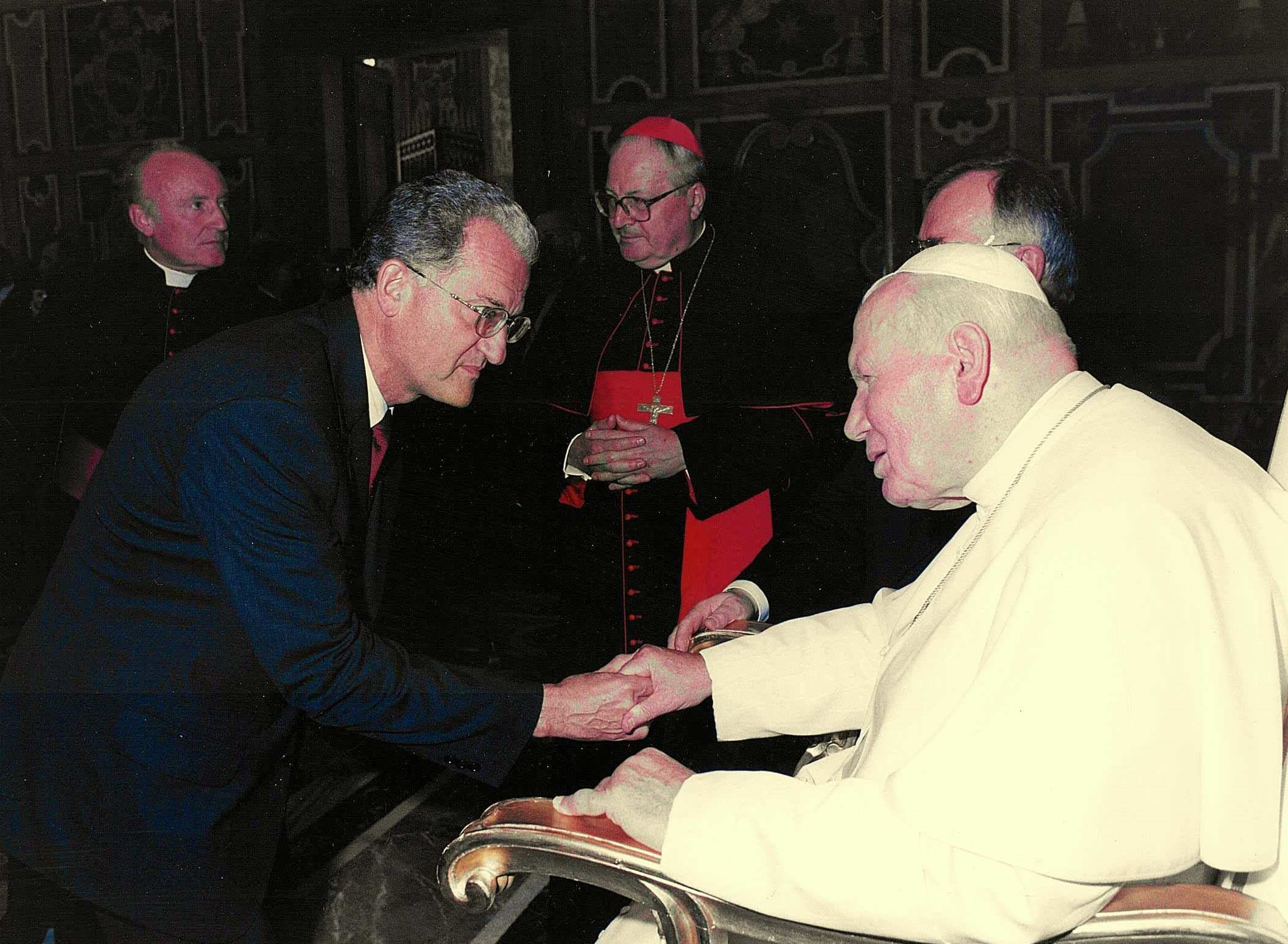
Kelemen András államtitkárt fogadja II. János Pál pápa

2002. június 11-től az MDF-képviselőcsoportból jogsértő módon – l. a Fővárosi Bíróság 19.P.22.112/2008/12 sz. ítéletét – történt kizárásáig (2004. szeptember 2.) frakcióvezető-helyettes. 2003-tól tagsága megszüntetéséig még az MDF képviselőcsoport megfigyelője, majd képviselő az Európai Parlamentben. 2004. június 21-én csatlakozott a Lakitelek-munkacsoporthoz, amelyből 2006-ban a Nemzeti Fórum Egyesület alakult meg, ahol jelenleg is alelnök. 2004. szeptember 6-tól független képviselőként folytatta munkáját az Országgyűlésben. 2005. május 15-től az ugyancsak ellenzéki Fidesz-frakció tagja. A 2006. évi országgyűlési választásokon Fejér megye 7. választókerületében egyéni mandátumot szerzett. 2006-2010 közti időszakban tagja a külügyi és határon túli magyarok bizottságának, valamint a Nemzetközi Fejlesztési Együttműködési Tárcaközi Bizottságnak (NEFE).
2010-2019 között Kövér László házelnök külpolitikai főtanácsadója volt. Kelemen Andrásnak, a Kárpát-medencei magyarság értékeinek védelme és érdekeinek képviselete iránt a rendszerváltozás során és azt követően is következetesen elhivatott közéleti pályafutása, kultúrdiplomáciai és külpolitikai tevékenysége elismeréseként Áder János köztársasági elnök Magyar Érdemrend tisztikeresztje polgári tagozat kitüntetést adományozott.

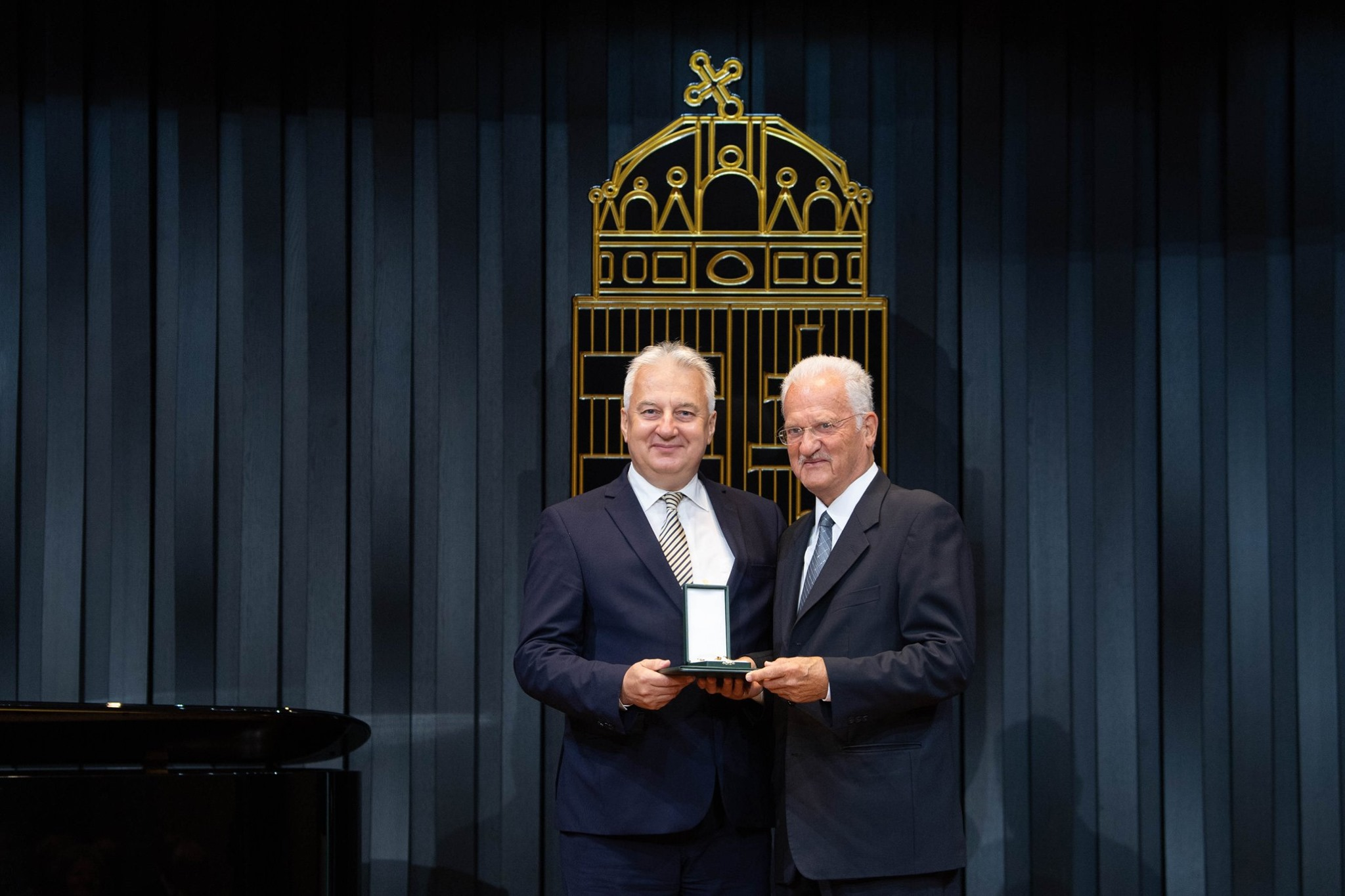
Semjén Zsolt átadja a Magyar Érdemrend tisztikeresztjét Kelemen Andrásnak

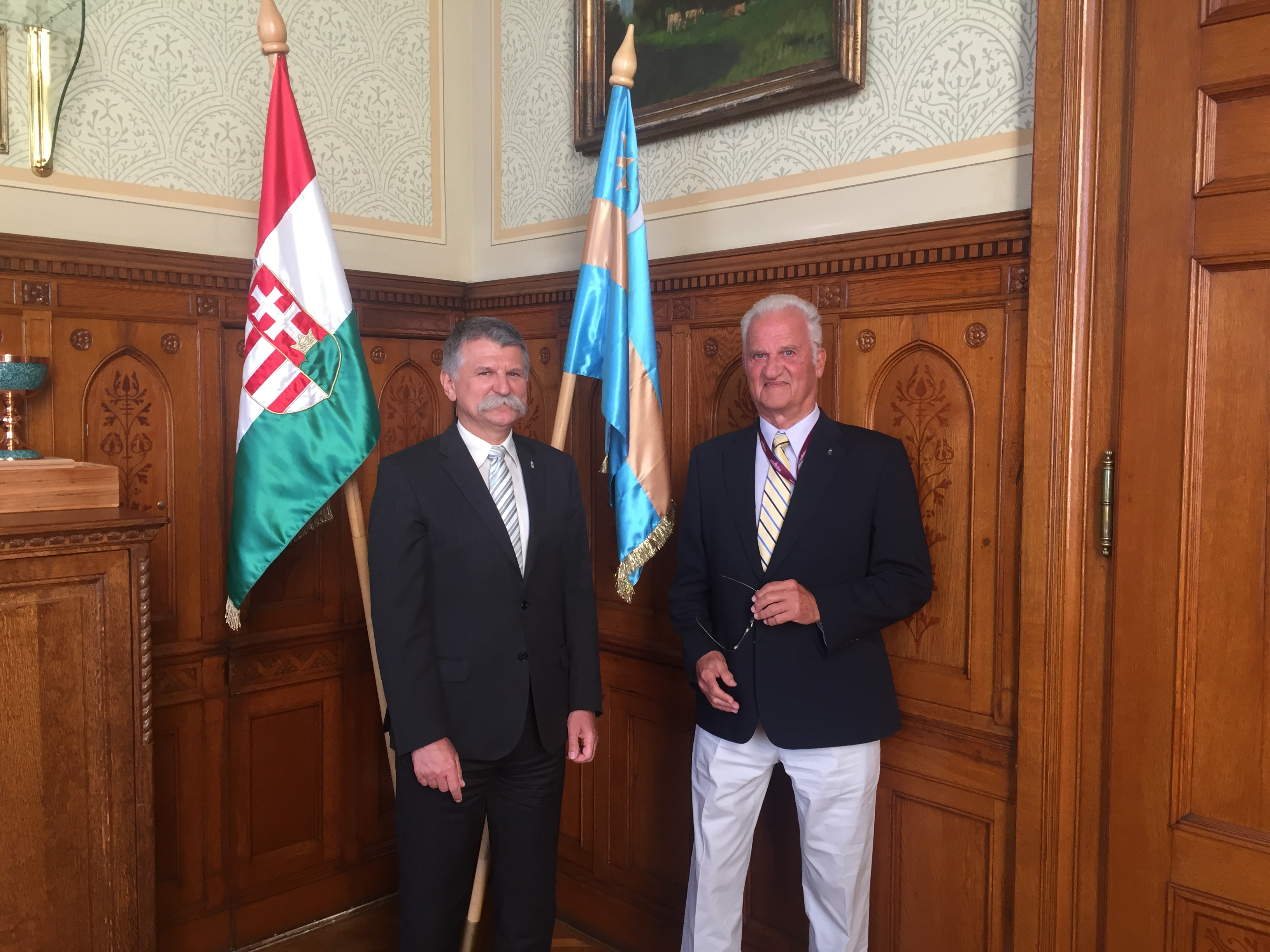
Kelemen András Kövér Lászlóval 2019-ben

## Könyvei, cikkei
,,Pályám során sok tudományos és közpolitikai írás, valamint irodalmi fordítások sora és néhány szépirodalmi mű hagyta el tollamat, író-majd számítógépemet."(Kelemen András)
- Tudományos előadások (Magyar Pszichiátriai Társaság, 1986) szerkesztő- és társszerzőként
- Ez a föld, eleitől fogva… – Zrínyi Kiadó, 1994. (történelmi tanulmány)
- Egészségügyi szolgáltatás biztosítási alapon (társszerzői kötet), 1992
- A népjóléti tevékenység áramában (1992) kézirat
- Magos Déva várát hogy felépítenénk… é.n. (1994) (politikai írások) kézirat
- Tépőzáras oroszlánszáj – Püski Masszi, 2010 (regény)
- Tas táltos élete – Budapest, 2010 (versek)
- A küzdés maga – Kairosz Könyvkiadó, 2015 (publicisztika)
- Emberségről példát, vitézségről formát – Antológia, 2015 (történelmi tanulmány)
- Ablak a török világra. Török népek sokszínű világa – Kairosz, 2021 (turkológia a gyakorlatban)
- Túlélési ösztön (társszerzőkkel, szerk: Lezsák Sándor): cikkek
- Út a szemedben, cél a szívedben I. – Méry Ratio, 2022 (emlékirat)

Publicisztikái és életrajzi írásai a Magyar Hírlapban illetve az Életünk nevű irodalmi folyóiratban jelennek meg.

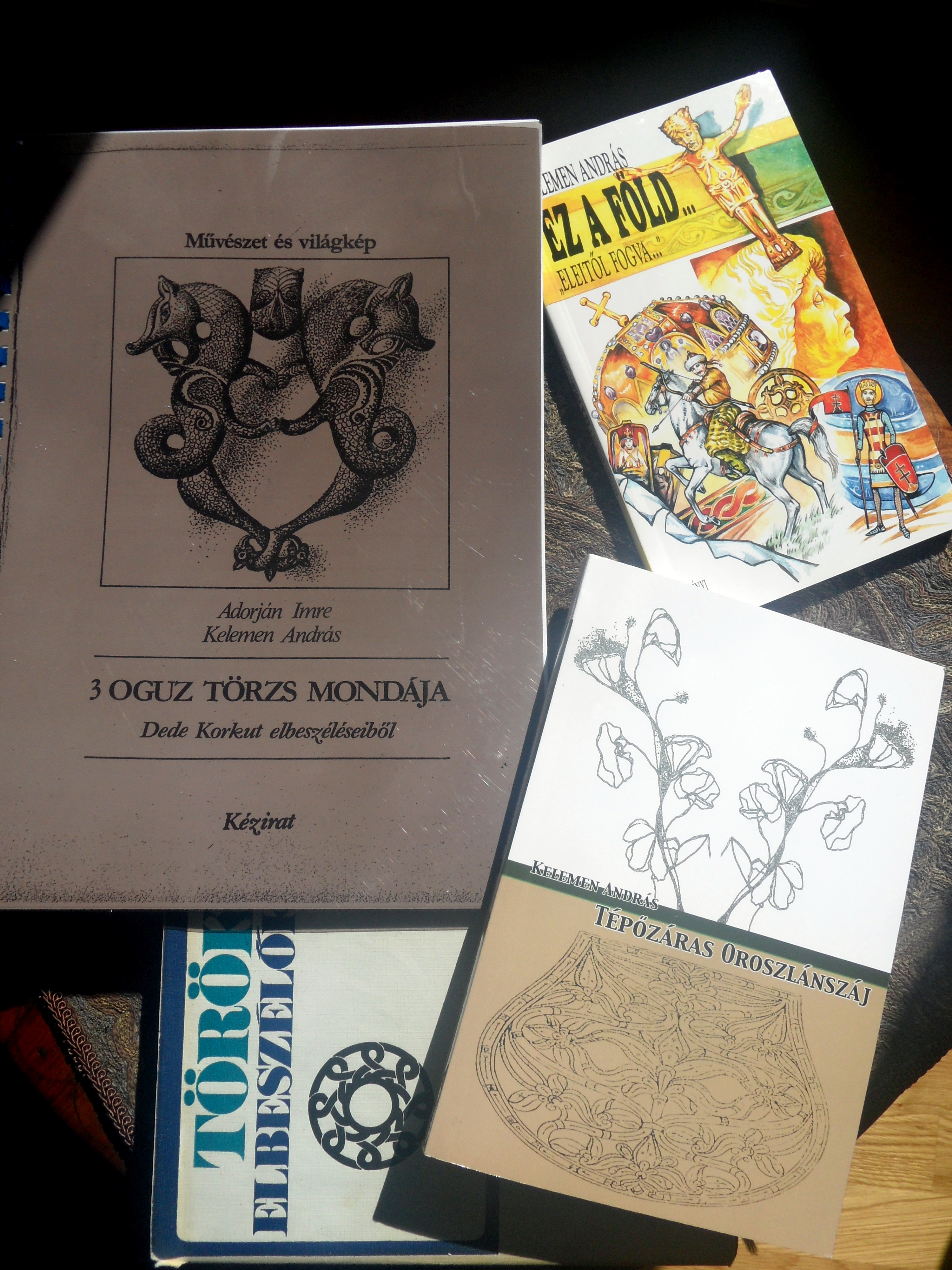
Kelemen András könyveiből néhány

## Műfordítások
- Török elbeszélők (műfordító társakkal), 1974
- Samim Kocagöz: A tízezrek visszatérése (regény) 1976
- 3 oguz törzs mondája (Adorján Imrével), Kossuth Lajos Tudományegyetem, é.n.

## Kitüntetései
- A Magyar Érdemrend tisztikeresztje (2020. március 15.) [1]
- "Martonvásárért" kitüntetés (2012)
- Bicske Város Díszpolgára (2011)[2]
- 2011. március 15-én Fejér megye közgyűlése a megye díszpolgárává választotta.
- Pongrácz Gergely emlékérem (2011)
- A Kazak Köztársaság Elnökének függetlenségi díszérme (2011)
- A Magyar Kereskedelmi és Iparkamara Elnöki Arany Emlékérme (2000)
- Magyar Tűzoltó Szövetség Szent Flórián díszérem arany fokozata (2000)